# Andorra als Jocs Olímpics
Andorra va participar per primera vegada als Jocs Olímpics l'any 1976. Des de llavors, ha participat en tots els Jocs. També ha participat a tots els Jocs Olímpics d'Hivern des del 1976.
No han guanyat mai una medalla als jocs d'estiu o d'hivern. Als jocs d'estiu, han competit en esports com el ciclisme, la natació, l'atletisme, el tir i el judo. Com a país muntanyós amb estacions d'esquí populars, la delegació olímpica d'hivern d'Andorra ha estat sovint tan gran o més que el seu equip d'estiu, i totes les seves participacions han estat en esports d'esquí o surf de neu.
Estan representats pel Comitè Olímpic Andorrà des de l'any 1976.

## Taules de medalles

### Medalles dels Jocs d'Estiu
| Jocs                | Atl                | Or                 | Plata              | Bronze             | Total              | Classificació      |
| 1976 Montreal       | 3                  | 0                  | 0                  | 0                  | 0                  | –                  |
| 1980 Moscou         | 2                  | 0                  | 0                  | 0                  | 0                  | –                  |
| 1984 Los Angeles    | 2                  | 0                  | 0                  | 0                  | 0                  | –                  |
| 1988 Seül           | 3                  | 0                  | 0                  | 0                  | 0                  | –                  |
| 1992 Barcelona      | 8                  | 0                  | 0                  | 0                  | 0                  | –                  |
| 1996 Atlanta        | 8                  | 0                  | 0                  | 0                  | 0                  | –                  |
| 2000 Sydney         | 5                  | 0                  | 0                  | 0                  | 0                  | –                  |
| 2004 Atenes         | 6                  | 0                  | 0                  | 0                  | 0                  | –                  |
| 2008 Pequín         | 5                  | 0                  | 0                  | 0                  | 0                  | –                  |
| 2012 Londres        | 6                  | 0                  | 0                  | 0                  | 0                  | –                  |
| 2016 Rio de Janeiro | 4                  | 0                  | 0                  | 0                  | 0                  | –                  |
| 2020 Tòquio         | 2                  | 0                  | 0                  | 0                  | 0                  | –                  |
| 2024 París          | 2                  | 0                  | 0                  | 0                  | 0                  | -                  |
| 2028 Los Àngeles    | esdeveniment futur | esdeveniment futur | esdeveniment futur | esdeveniment futur | esdeveniment futur | esdeveniment futur |
| 2032 Brisbane       | esdeveniment futur | esdeveniment futur | esdeveniment futur | esdeveniment futur | esdeveniment futur | esdeveniment futur |
| Total               | Total              | 0                  | 0                  | 0                  | 0                  | –                  |

| Jocs                | Atletes            | Or                 | Plata              | Bronze             | Total              | Classificació      |
| 1976 Innsbruck      | 5                  | 0                  | 0                  | 0                  | 0                  | –                  |
| 1980 Lake Placid    | 3                  | 0                  | 0                  | 0                  | 0                  | –                  |
| 1984 Sarajevo       | 2                  | 0                  | 0                  | 0                  | 0                  | –                  |
| 1988 Calgary        | 4                  | 0                  | 0                  | 0                  | 0                  | –                  |
| 1992 Albertville    | 5                  | 0                  | 0                  | 0                  | 0                  | –                  |
| 1994 Lillehammer    | 6                  | 0                  | 0                  | 0                  | 0                  | –                  |
| 1998 Nagano         | 3                  | 0                  | 0                  | 0                  | 0                  | –                  |
| 2002 Salt Lake City | 3                  | 0                  | 0                  | 0                  | 0                  | –                  |
| 2006 Torí           | 3                  | 0                  | 0                  | 0                  | 0                  | –                  |
| 2010 Vancouver      | 6                  | 0                  | 0                  | 0                  | 0                  | –                  |
| 2014 Sotxi          | 6                  | 0                  | 0                  | 0                  | 0                  | –                  |
| 2018 Pyeongchang    | 5                  | 0                  | 0                  | 0                  | 0                  | –                  |
| 2022 Pequín         | 5                  | 0                  | 0                  | 0                  | 0                  | –                  |
| 2026 Milà-Cortina   | esdeveniment futur | esdeveniment futur | esdeveniment futur | esdeveniment futur | esdeveniment futur | esdeveniment futur |
| Total               | Total              | 0                  | 0                  | 0                  | 0                  | –                  |

## Abanderats
| Jocs                | Atleta                | Esport     |
| ------------------- | --------------------- | ---------- |
| 1976 Montreal       | Esteve Dolsa          | Tir        |
| 1980 Moscou         |                       |            |
| 1984 Los Angeles    | Joan Tomàs Roca       | Tir        |
| 1988 Seül           | Josep Graells         | Atletisme  |
| 1992 Barcelona      | Maggy Moreno          | Atletisme  |
| 1996 Atlanta        | Aitor Osorio          | Natació    |
| 2000 Sydney         | Toni Bernadó          | Atletisme  |
| 2004 Atenes         | Hocine Haciane        | Natació    |
| 2008 Pequín         | Montserrat García     | Piragüisme |
| 2012 Londres        | Joan Tomàs Roca       | Tir        |
| 2016 Rio de Janeiro | Laura Sallés          | Judo       |
| 2020 Tòquio         | Mònica Dòria Pol Moya | Piragüisme |
| 2024 París          | Mònica Doria          | Piragüisme |
| 2024 París          | Nahuel Carabaña       | Atletisme  |

| Jocs                | Atleta                  | Esport        |
| ------------------- | ----------------------- | ------------- |
| 1976 Innsbruck      |                         |               |
| 1980 Lake Placid    | Carlos Font             | esquí alpí    |
| 1984 Sarajevo       |                         |               |
| 1988 Calgary        | Claudina Rossel         | esquí alpí    |
| 1992 Albertville    |                         |               |
| 1994 Lillehammer    | Vicky Grau              | esquí alpí    |
| 1998 Nagano         | Víctor Gómez            | esquí alpí    |
| 2002 Salt Lake City | Víctor Gómez            | esquí alpí    |
| 2006 Torí           | Àlex Antor              | esquí alpí    |
| 2010 Vancouver      | Lluís Marín Tarroch     | Surf de neu   |
| 2014 Sotxi          | Mireia Gutiérrez        | esquí alpí    |
| 2018 Pyeongchang    | Irineu Esteve Altimiras | Esquí de fons |
| 2018 Pequín         | Maeva Estevez           | Surf de neu   |